# Jedlkopf
Der Jedlkopf ist ein 2175 m ü. A. hoher Berg in der Goldberggruppe der Zentralalpen im österreichischen Bundesland Salzburg.

## Lage und Umgebung
Der Gipfel des Jedlkopfs erhebt sich an der Grenze zwischen der Gemeinde Dorfgastein im Osten und der Marktgemeinde Rauris im Westen; im Süden befindet sich der Kramkogel (2454 m ü. A.), im Norden der Bernkogel. Am Berg liegen mehrere Almen: Zur Ortschaft Luggau in Dorfgastein gehören die Kompbergalm und die Wölflalm im Nordosten sowie die Gröbneralm im Osten, zur Ortschaft Marktrevier in Rauris gehört die Seebachalm im Nordwesten. Im Tal zwischen dem Jedlkopf und dem Wachtberg hat der Luggauer Bach seinen Ursprung.
Über die Seebachscharte südwestlich des Gipfels verlaufen die Weitwanderwege Rupertiweg und Zentralalpenweg. Über die Almen im Osten führt der Weitwanderweg Salzburger Almenweg.

## Geologie
Der Gipfelbereich des Jedlkopfs ist von Phyllit, Quarzit und metamorphen Brekzien des Tauernfensters (Penninikums) geprägt. Daran schließen im Osten, Süden und Westen Marmor, Phyllit und Glimmerschiefer an. Im Norden findet sich glaziales (Moränen) und periglaziales klastisches Sediment.

## Fauna und Flora
Weite Bereiche in der Umgebung des Gipfels gehören zu Gamswild-Ruhezonen, die von 1. Dezember bis 31. Mai nicht betreten werden dürfen. In der Nähe des Gipfels gibt es Fluren mit Gämsheide (Loiseleuria procumbens) und Rost-Alpenrosen (Rhododendron ferrugineum), ferner staudenreicher Hochgebirgsrasen.